# Volksoper Wien
La Vienna Volksoper (in tedesco Volksoper Wien) è uno dei maggiori teatri d'opera di Vienna. Esso produce circa 300 recite l'anno con un programma di 20/25 opere a stagione da settembre a giugno. Il teatro dispone di 1.473 posti a sedere e 102 all'impiedi.

## Storia
Venne costruito nel 1898 come Kaiser-Jubiläums-Stadttheater (Teatro Civico del giubileo dell'Imperatore), che all'inizio rappresentava soltanto opere di prosa. Nel 1904 dopo l'inaugurazione il 15 settembre con una rappresentazione de Il franco cacciatore, diretta da Alexander von Zemlinsky, la programmazione venne arricchita anche con rappresentazioni di opere ed operette. All'inizio il teatro contava 1.710 posti.
La prima rappresentazione viennese della Tosca e di Salomè avvennero alla Volksoper nel 1907 e nel 1910 rispettivamente. Cantanti famosi come Maria Jeritza e Richard Tauber calcarono il suo palcoscenico; il direttore Zemlinsky fu il primo direttore stabile nel 1906.
Nel 1909 avvenne la prima assoluta di Das Tal der Liebe di Oscar Straus, nel 1910 di Kleider machen Leute di Zemlinsky e nel 1911 di Der Kuhreigen di Wilhelm Kienzl con Maria Jeritza. Negli anni della prima guerra mondiale la Volksoper mantenne una posizione di prestigio come secondo teatro d'opera di Vienna, ma dopo il 1929 focalizzò il suo repertorio quasi esclusivamente sull'operetta. Nel 1919 avviene la prima assoluta di Die galante Markgräfin di Oscar Straus e nel 1924 di Die glückliche Hand di Arnold Schönberg.
Dopo la seconda guerra mondiale, la Volksoper Wien divenne una sala alternativa alla devastata Wiener Staatsoper riaprendo il 1º maggio 1945 con Le nozze di Figaro diretta da Josef Krips con Sena Jurinac.  Nel 1952 avviene la prima assoluta di BoÏena di Straus. Nel 1955, dopo la ricostruzione della Staatsoper, tornò al suo antico ruolo di rappresentazione di opere, operette e musical. Nel 1964 avviene la prima assoluta di Frühjahrsparade di Robert Stolz.

## Opere
Nel settembre 2003, Rudolf Berger - ex direttore della Strasbourg Opera - divenne direttore generale e Marc Piollet direttore musicale.
Durante la stagione 2006-2007, vennero rappresentate sette operette. Fra queste opere di Franz Lehár come La vedova allegra e Il conte di Lussemburgo e di Johann Strauss II come Lo zingaro barone ed Il pipistrello oltre a due popolari musical, La Cage aux Folles e The Sound of Music.